# Cyanidioschyzonaceae
Cyanidioschyzonaceae, porodica crvenih algi smješten u vlastiti red Cyanidioschyzonales. I porodica i red opisani su 2009. a red 2009. Postoje dvije priznate vrste unutar dva monotipična roda.

## Rodovi
1. Cyanidiococcus S.-L.Liu, Y.R.,Chiang, H.S.Yoon & H.-Y.Fu 1
2. Cyanidioschyzon De Luca, Taddei & Varano 1